# Voyage (Band)
Voyage war eine französische Discogruppe, bestehend aus Marc Chantereau (Gesang, Klavier), André „Slim“ Pezin (Gesang, Gitarre), Pierre-Alain Dahan (Gesang, Schlagzeug), Sauveur Mallia (Bass) und Sylvia Mason-James, welche in den ersten beiden Alben Voyage (1977) und Fly Away (1978) als Frontsängerin zu hören war.
Bei den anschließenden Alben Voyage 3 (1980) und One Step Higher (1982) übernahm Pierre-Alain Dahan die Rolle des Frontsängers. In dieser Zeit entwickelte sich die Musik der Band von Disco hin zu Pop.

## Bandgeschichte
Vor der Gründung der Band Voyage firmierten Pezin, Chantereau, Dahan und Mallia in einer Band mit Namen „V.I.P. Connection“ im Jahr 1975. Aus jener Band gingen zwei Disco-Songs hervor: Please Love Me Again und West Coast Drive - Songs, welche teils bei Fans und Sammlern früher Disco-Musik noch bekannt sind.
Des Weiteren folgten einige Live-Auftritte in Frankreich, mit Künstlern wie Manu Dibango, Cerrone, Alec R. Costandinos & the Synchophonic Orchestra, Michel Sardou, Michel Legrand, Jean Musy, Bernard Lavilliers, Léo Ferré, Michel Delpech, Guy Béart, Johnny Hallyday, Nino Ferrer, Jean-Claude Petit und Stéphane Grappelli.
Ab Ende der 1960er bis Mitte der 1970er Jahre waren sie in Frankreich, Europa und weltweit in mehreren Musikrichtungen gefragt: Jazz mit Grappelli, französisches Chanson mit Ferré, englische Weltmusik und Jazz mit Dibango, Rock mit Hallyday und französischer Pop mit Sardou und Delpech.
Mit dem Song Souvenirs landete Voyage 1979 auf Platz 41 der Billboard Hot 100 Charts. Während dem Bestehen der Band blieb es bei dieser einen Charteinstufung. Mehr Erfolg hatte Voyage in den U.S. Hot Dance Club Play Charts, dort landeten zwei ihrer Alben, Voyage (1978) und Fly Away (1979) auf Platz eins.
Im Vereinigten Königreich hatte die Gruppe drei Chartsingles. Eine Double A-side Kassette: From East to West/Scotch Machine (letzterer Song wurde in Scots Machine umbenannt, da der Begriff „Scotch“ in Schottland nicht mehr verwendet wurde) erreichte 1978 Platz 13, während Souvenirs im selben Jahr Platz 56 erreichte. Ebenfalls sehr beliebt war der Song Lady America. Ihr letzter Erfolg in den Charts war 1979, als Let's Fly Away auf Platz 38 landete.
In ihrem Heimatland Frankreich waren sie in den Pariser Nachtclubs erfolgreich und warben in Radio und Fernsehen für ihre Songs, sie konnten drei Singles platzieren: From East to West erreichte am 26. Mai 1978 Platz 20, Souvenirs erreichte am 12. Januar 1979 Platz 53 und Tahiti, Tahiti am 5. Mai 1979 Platz 43. Die vier Musiker konnten jedoch in den Vereinigten Staaten nicht an ihre erfolgreichen französischen Plattenverkäufe anknüpfen. Die Songs I Don't Want to Fall in Love Again (1980) und Let's Get Started (1982) erreichten nicht die Charts. Mit dem Abflauen der Disco-Ära wandte sich die Band der Produktion von Alben im „Mainstream-Pop-Sound“ zu.
In den Niederlanden wurde die Single Discotch 1981 veröffentlicht. Dabei handelte es sich um einen Compilation-Remix von vier Songs (Tahiti, Tahiti; Latin Odyssey; Bayou Village; Scotch Machine), der vom niederländischen DJ Eric Benjamin erstellt wurde. Die Single erreichte am 27. Juni 1981 Platz 18 in den niederländischen Top 40 und hielt sich 9 Wochen in den Charts.
Nach Voyage arbeiteten die Mitglieder der Gruppe getrennt voneinander mit einer Reihe von Sängern zusammen, darunter Françoise Hardy, Alain Chamfort, Mylène Farmer, Guesch Patti und Jean-Louis Murat. André Pezin wirkte 1986 am Soundtrack des französischen Films Betty Blue – 37,2 Grad am Morgen mit und produzierte 1987 den französischen Hit Caressé Mwen, gesungen von Marijosé Alie. Sauveur Mallia wirkte an mehreren Filmmusik-Tracks mit, wie Mondsüchtig mit Cher (1987), Breakfast of Champions – Frühstück für Helden mit Bruce Willis (1999). Gleichzeitig war er aber auch an weiteren Projekten mit Chantereau und Dahan beteiligt.

## Diskografie

### Studioalben
| Jahr | Titel Musiklabel         | Höchstplatzierung, Gesamtwochen, AuszeichnungChartplatzierungen (Jahr, Titel, Musiklabel, Platzierungen, Wochen, Auszeichnungen, Anmerkungen) | Höchstplatzierung, Gesamtwochen, AuszeichnungChartplatzierungen (Jahr, Titel, Musiklabel, Platzierungen, Wochen, Auszeichnungen, Anmerkungen) | Anmerkungen |
| Jahr | Titel Musiklabel         | UK | US | Anmerkungen |
| ---- | ------------------------ | --- | --- | ----------- |
| 1977 | Voyage Scirocco          | UK59 (1 Wo.)UK | US40 (… Wo.)US |             |
| 1978 | Fly Away Scirocco        | — | US47 (… Wo.)US |             |
| 1980 | Voyage 3 Scirocco        | — | — |             |
| 1981 | One Step Higher Scirocco | — | — |             |

### Kompilationen
- 1989: The Best of Voyage (Unidisc Music)
- 1991: The Best of Voyage: "Souvenirs" (Sirocco/Hot Productions)

### Singles
| Jahr | Titel Album                                 | Höchstplatzierung, Gesamtwochen, AuszeichnungChartplatzierungen (Jahr, Titel, Album, Platzierungen, Wochen, Auszeichnungen, Anmerkungen) | Höchstplatzierung, Gesamtwochen, AuszeichnungChartplatzierungen (Jahr, Titel, Album, Platzierungen, Wochen, Auszeichnungen, Anmerkungen) | Anmerkungen                                                                         |
| Jahr | Titel Album                                 | UK | US | Anmerkungen                                                                         |
| ---- | ------------------------------------------- | --- | --- | ----------------------------------------------------------------------------------- |
| 1978 | Lady America Voyage                         | — | — | In den US Dance Club Songs Charts auf Platz 1                                       |
| 1978 | From East to West Voyage                    | UK13 (13 Wo.)UK | — | In den US R&B Charts auf Platz 85 und in den US Dance Club Songs Charts auf Platz 1 |
| 1978 | Scotch Machine Voyage                       | — | — | In den US Dance Club Songs Charts auf Platz 1                                       |
| 1978 | Point Zero Voyage                           | — | — | In den US Dance Club Songs Charts auf Platz 1                                       |
| 1978 | Souvenirs Fly Away                          | UK56 (7 Wo.)UK | US41 (9 Wo.)US | In den US R&B Charts auf Platz 73 und in den US Dance Club Songs Charts auf Platz 1 |
| 1979 | Let’s Fly Away Fly Away                     | UK38 (7 Wo.)UK | — | In den US Dance Club Songs Charts auf Platz 1                                       |
| 1979 | Tahiti, Tahiti Fly Away                     | — | — | In den US Dance Club Songs Charts auf Platz 1                                       |
| 1980 | I Don't Want to Fall in Love Again Voyage 3 | — | — |                                                                                     |
| 1980 | I Love You Dancer Voyage 3                  | — | — | In den US Dance Club Songs Charts auf Platz 17                                      |
| 1980 | Do It Again Voyage 3                        | — | — | In den US Dance Club Songs Charts auf Platz 17                                      |
| 1981 | Nowhere to Hide One Step Higher             | — | — |                                                                                     |
| 1982 | I Surrender One Step Higher                 | — | — |                                                                                     |
| 1982 | Lets's Get Started One Step Higher          | — | — |                                                                                     |
| 1982 | Follow the Brightest Star One Step Higher   | — | — |                                                                                     |